# Carlo Tizzano
Pas d'image ? Cliquez ici

a Compétitions nationales et continentales officielles uniquement.

b Matchs officiels uniquement.
Dernière mise à jour le 21 août 2024.
Carlo Tizzano, né le 2 février 2000 à Perth (Australie), est un joueur international australien d'origine italienne de rugby à XV qui joue au poste de troisième ligne aile avec la franchise de la Western Force.
Formé par la Western Force, il y fait ses débuts en 2019, remportant le National Rugby Championship, avant de quitter l'équipe un an plus tard en 2020. Il rejoint alors les Waratahs et West Harbour. En 2022 il s'engage avec les Ealing Trailfinders en Championship où il fait un court passage d'un an avant de retourner jouer avec la Western Force en 2023.
En parallèle, il est dans un premier temps international chez les moins de 20 ans australiens en 2019 avec qui il est finaliste du Championnat du monde junior. Puis, en 2024 il fait ses débuts avec les Wallabies.

## Biographie

### Jeunesse et formation
Carlo Tizzano est d'origine italienne. Il naît et grandit à Wembley, un quartier de Perth en Australie. Il pratique dans un premier temps le football australien, avant que l'un de ses grands frères lui fasse découvrir le rugby à XV. Il commence ce nouveau sport en moins de 12 ans. Il rejoint quelques années plus tard le centre de formation de la Western Force, son équipe favorite depuis qu'il est enfant.
Il est ensuite sélectionné avec l'équipe d'Australie des moins de 18 ans, puis celle des moins de 20 ans en 2019 pour le Championnat du monde junior. Les Junior Wallabies se qualifient jusqu'en finale de la compétition où ils affrontent la France pour le titre. Tizzano commence la rencontre sur le banc des remplaçants entre en jeu en cours de partie. Les Australiens sont battus 23-24.

### Débuts en Australie puis en Angleterre (2019-2023)
Carlo Tizzano commence sa carrière avec la Western Force durant le Global Rapid Rugby. Puis il participe au National Rugby Championship en 2019. Il joue pour la première fois le 31 août 2019 contre Queensland Country. Titulaire, il marque à cette occasion son premier essai, permettant la victoire des siens sur le score de 50 à 49. Plus tard dans la saison, la Western Force affronte les Canberra Vikings en finale du NRC. Tizzano est titulaire et son équipe s'impose 41 à 3, remportant ce trophée pour la première fois de son histoire,. 
Après ce premier titre dans lequel il joue un rôle important, Carlo Tizzano s'engage avec les Waratahs pour deux ans afin de pouvoir jouer en Super Rugby, la Western Force en étant exclue,. Il est ensuite intégré dans l'effectif de sa nouvelle équipe pour la saison 2020 de Super Rugby. Il joue son premier match dans la compétition dès la première journée, contre les Crusaders, une défaite 43-25,. Il s'agit de son seul match de la saison qui est ensuite arrêtée prématurément à cause de la pandémie de Covid-19. À la suite de cette saison, il rejoint également l'équipe de West Harbour évoluant en Shute Shield, où il impressionne par ses performances,. Durant la saison 2021 de Super Rugby, il profite du départ de Michael Hooper au Japon pour gagner du temps de jeu et enchaîner les titularisations. 
À l'issue de la saison 2022, durant laquelle il joue cinq matchs, il s'engage avec les Ealing Trailfinders en deuxième division anglaise pour la saison 2022-2023,. Il y réalise un excellent passage, marquant dix-sept essais en seize matchs et terminant ainsi meilleur marqueur d'essais du championnat. 

### Retour en Australie et premières capes avec les Wallabies (depuis 2023)
Seulement après un an passé en Championship, Carlo Tizzano fait son retour en Australie, dans son club formateur, la Western Force à partir du milieu de la saison 2023 de Super Rugby,. Pour son retour, il joue au total six matchs, dont six titularisations et marque un essai.
Après une saison 2024 réussie, durant laquelle il joue les quatorze matchs de son équipe en étant titulaire à chaque fois, et marque cinq essais, il est sélectionné pour la première fois en équipe d'Australie par Joe Schmidt pour le Rugby Championship. Il obtient sa première cape dès la première journée, face à l'Afrique du Sud, championne du monde en titre. En effet, il est titularisé en troisième ligne accompagné par Rob Valetini et Harry Wilson, profitant des absences sur blessures de Fraser McReight et Liam Wright, et joue 62 minutes avant d'être remplacé par Luke Reimer (en) qui fait lui aussi ses débuts internationaux. Les Springboks s'imposent 33 à 7,. Il est reconduit en tant que titulaire pour le second match face aux Sud-Africains, perdu cette fois aussi sur le score de 30 à 12,.

## Statistiques en équipe nationale
Au 21 août 2024, Carlo Tizzano compte 5 sélections en équipe d'Australie, 5 comme titulaire et 1 essai soit 5 points. Il a pris part à une édition du Rugby Championship en 2024.
| Année | Compétition        | Matchs | Points | Essais |
| ----- | ------------------ | ------ | ------ | ------ |
| 2024  | Rugby Championship | 2      | -      | -      |
| Total | Total              | 2      | 0      | 0      |

## Palmarès

### En club
- Western Force
  - Vainqueur du National Rugby Championship en 2019.

### En sélection nationale
- Australie -20
  - Finaliste du Championnat du monde junior en 2019.

### Distinctions personnelles
- Meilleur marqueur du Championnat d'Angleterre de 2e division en 2023 (15 essais).
- Meilleur marqueur du Super Rugby en 2025 (13 essais).
- Membre de l'équipe type du Super Rugby en 2025.